# Lennart Häggroth
Lennart Häggroth, né le 2 mars 1940 à Övertorneå et mort le 28 août 2016 à Skellefteå, est un joueur suédois de hockey sur glace évoluant au poste de gardien de but.
Il compte 65 sélections de 1960 à 1965 avec l'équipe de Suède de hockey sur glace, avec lequel il remporte une médaille d'argent aux Jeux olympiques d'hiver de 1964, le titre mondial et européen en 1962 ainsi que l'argent au championnat du monde de 1963, aux championnats d'Europe de 1963 et au championnat d'Europe de 1964.
Il a évolué en club avec le Kiruna AIF de 1954 à 1961 et de 1966 à 1968, au Skellefteå AIK de 1961 à 1966 et à Clemensnäs de 1969 à 1973.